# 黑鰭副短鰕虎
黑鰭副短鰕虎（学名：Paragobiodon lacunicolus），又名黑鰭副葉鰕虎魚，为鰕虎科副葉鰕虎魚屬下的一个种。